# رينيه بيك
رينيه بيك (بالإنجليزية: Renee Peck)‏ هي كاتِبة أمريكية، ولدت في 22 ديسمبر 1953 في هيوستن في الولايات المتحدة.